# أوزوالد آشر
أوزوالد آشر (21 مايو 1891 بسيدني في أستراليا - 16 يوليو 1970) (بالإنجليزية: Oswald Asher)‏ هو لاعب كريكت أسترالي.

## وصلات خارجية
- أوزوالد آشر على موقع إي آس بي آن كريك إنفو (الإنجليزية)